# Myadneri, Yelbarga
Myadneri là một làng thuộc tehsil Yelbarga, huyện Koppal, bang Karnataka, Ấn Độ.